# Ben 10: Kapløb med tiden
Ben 10: Kapløb med tiden (originaltitel: Ben 10: Race Against Time) også kendt som Ben 10: The Movie, er en amerikansk superheltefilm fra 2007 baseret på den animerede tv-serie Ben 10, skabt af Man of Action.

## Medvirkende
- Graham Phillips som Ben Tennyson
- Christen Anholt som Eon/Ben Eon
- Haley Ramm som Gwen Tennyson